# Gustav Gsaenger

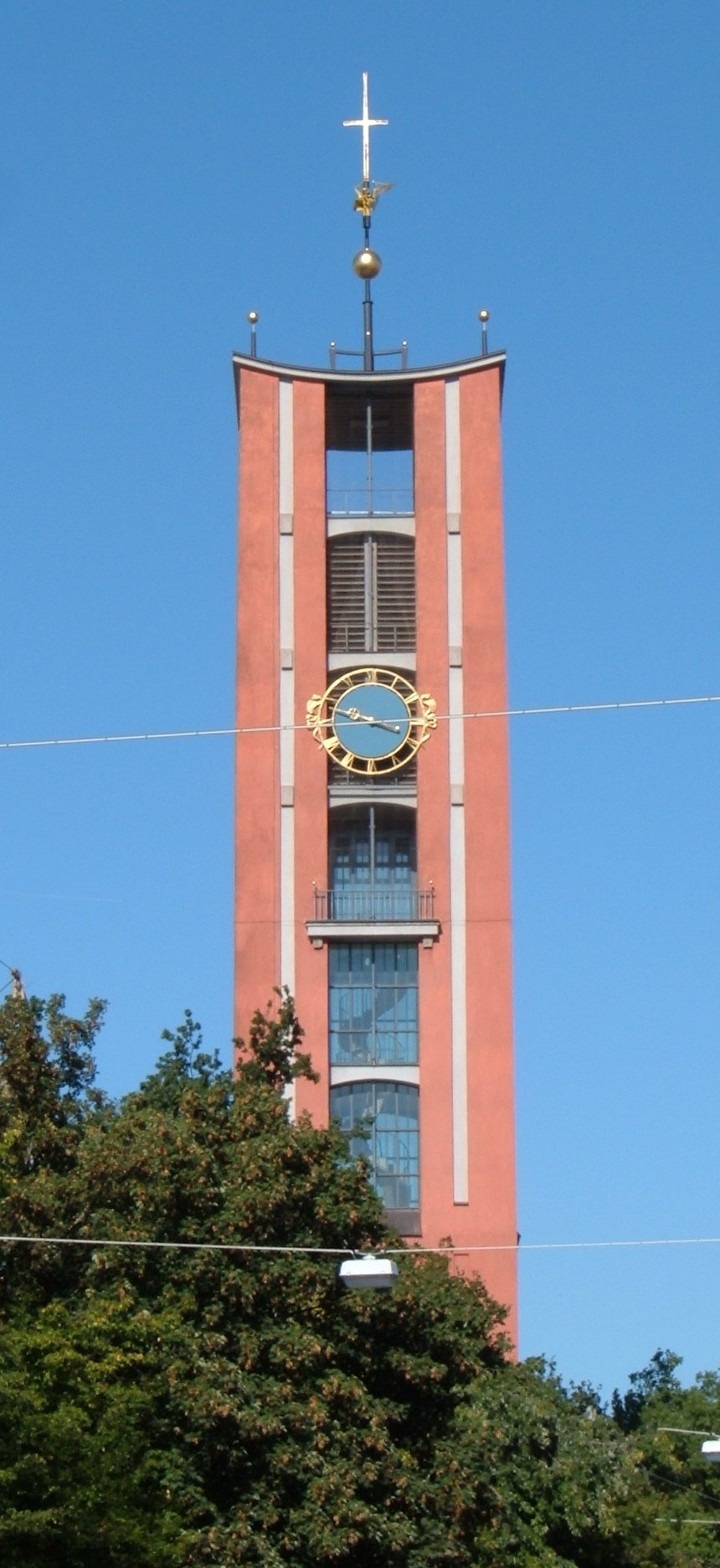
Turm der Matthäuskirche, München

Gustav Gsaenger (* 25. Mai 1900 in München; † 14. September 1989 ebenda) war ein deutscher Architekt mit Schwerpunkt in der Sakralarchitektur.

## Werdegang
Gustav Gsaenger studierte von 1920 bis 1924 Architektur an der Technischen Hochschule München, wo German Bestelmeyer zu seinen Lehrern zählte. Wohngebäude in der Siedlung Neuhausen, 1928, zählen zu seinen frühen Werken. 1932 schuf Gsaenger die Epiphaniaskirche in München-Allach/Untermenzing und 1938 die Studentenwohnanlage in der Notburgastraße 19–21 in München.
Bekannt wurde er aber nach dem Zweiten Weltkrieg als Schöpfer einer Reihe von protestantischen Kirchenbauten, darunter die Matthäuskirche und die Markuskirche in München. In letztgenanntem Werk beseitigte Gsaenger Baubestandteile des neogotischen Vorgängerbaus, darunter den Turm, der den Zweiten Weltkrieg überstanden hatte. Daneben entwarf er Kirchenbauten unter anderem für die Städte Wolfsburg, Sulzbach-Rosenberg, Waldkraiburg, Dachau, Schwandorf, Dingolfing und Ingolstadt. Für den Wiederaufbau der kriegszerstörten Kreuzkirche in Kassel fand er eine originelle Lösung. Das Motiv des Turms der Kreuzkirche ist auch in Schwandorf, Erlangen und Dingolfing erkennbar.
Der Erweiterungsbau des Münchner Stadtmuseums am Jakobsplatz und der Wiederaufbau des Klostertraktes der Theatinerkirche in München gehören ebenfalls zu seinen Werken.
Die Malerin Angela Gsaenger (1929–2011) war die Tochter Gustav Gsaengers. Sie wirkte bei mehreren seiner Kirchenbauten künstlerisch mit, indem sie Altarbilder, Altar-Rückwände und Fenster gestaltete.

## Bauten (Auswahl)

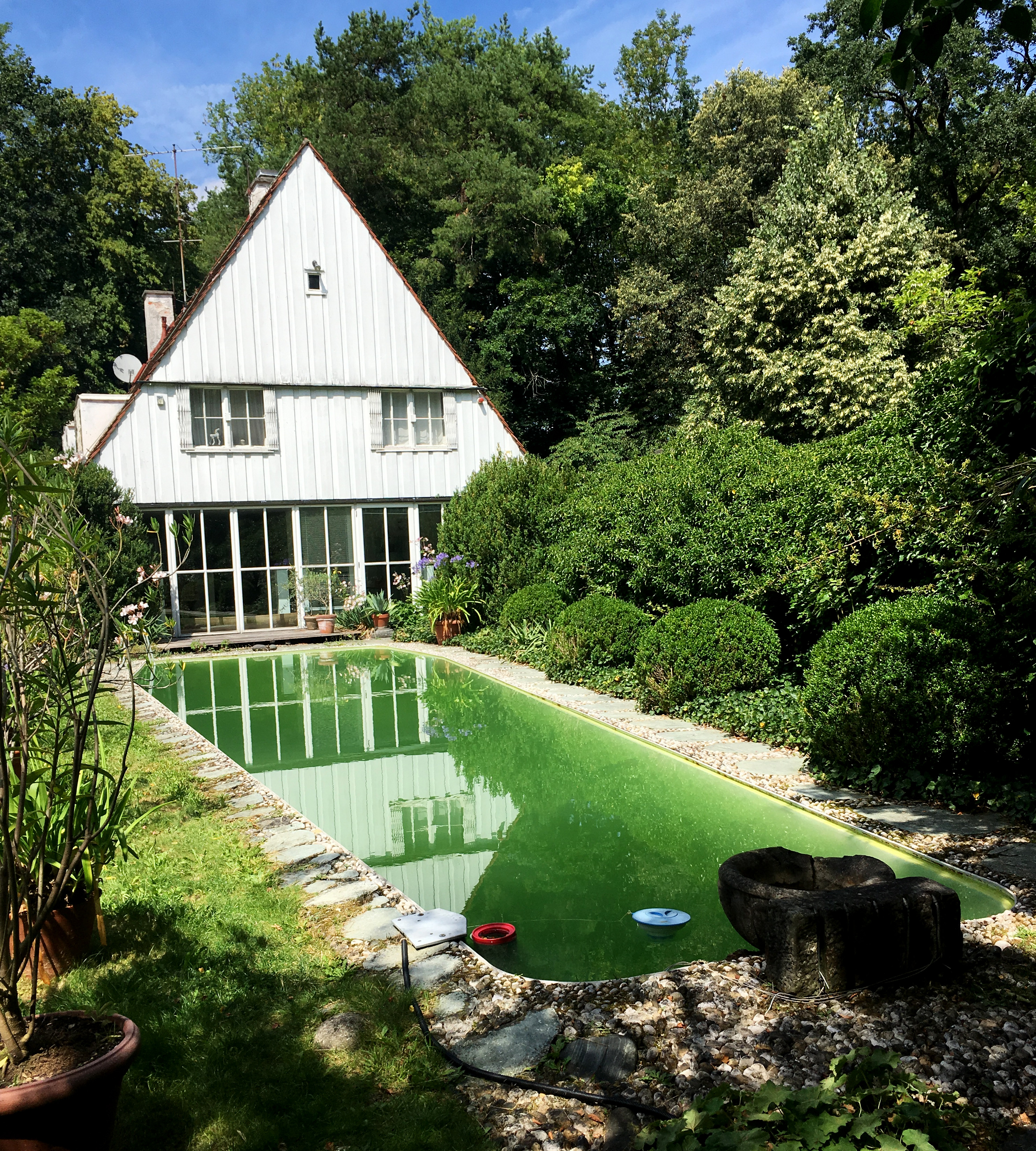
Wohnhaus und Außenschwimmbad für Alfred Reich, München

- 1926–1928: Hl. Dreifaltigkeit, Amberg
- 1926–1928: Wohn- und Atelierhaus Gsaenger – Menzinger Straße 125 (2012 ausgebrannt)
- 1928–1930: Reichsbahnsiedlung München-Freimann[6]
- 1932: Epiphaniaskirche, München
- 1934: Notkirche München-Großhadern (Neubau 1967/69)
- 1940–41: Umbau des ehemaligen Zollhauses im Ramsauer Ortsteil Hintersee zum Wohnhaus
- 1949 Erlöserkirche, Schwandorf
- 1950: Haus Reich, München (heute: Museum Peter Gehring)
- 1952–1953: Kreuzkirche Hirschegg, Kleinwalsertal
- 1953–1955: Matthäuskirche, München
- 1955–1957: Markuskirche, München
- 1955–1958: Christuskirche, Sulzbach-Rosenberg
- 1956–1958: Gethsemanekirche, München
- 1955–1957: Kreuzkirche, Wolfsburg
- 1957–1960: Matthäuskirche, Erlangen
- 1959–1960: St. Markus, Ingolstadt mit Fleck[7][8]
- 1961: Bethlehemskirche, München
- 1961: Apostelkirche München-Solln
- 1959–1964: Erweiterungsbau des Stadtmuseums München
- 1962–1964: Kirche St. Paul, Augsburg-Pfersee
- 1963: Andreaskirche München-Fürstenried
- 1964: Apostel-Petrus-Kirche, Schliersee-Neuhaus
- 1964: Lutherkirche Waldkraiburg
- 1964–1965: Dankeskirche, München-Milbertshofen
- 1964–1966: Erlöserkirche, Bayreuth
- 1967: Erlöserkirche Amberg
- 1969: Reformations-Gedächtnis-Kirche München-Großhadern

## Auszeichnungen und Preise
- 1972: Bayerischer Verdienstorden

## Galerie

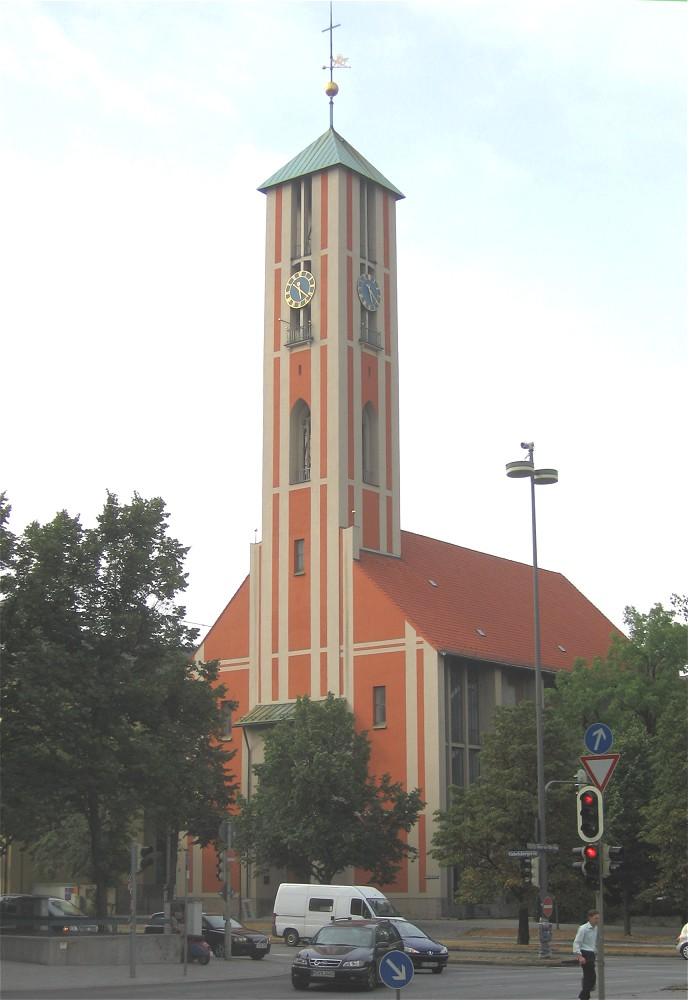
Markuskirche in München
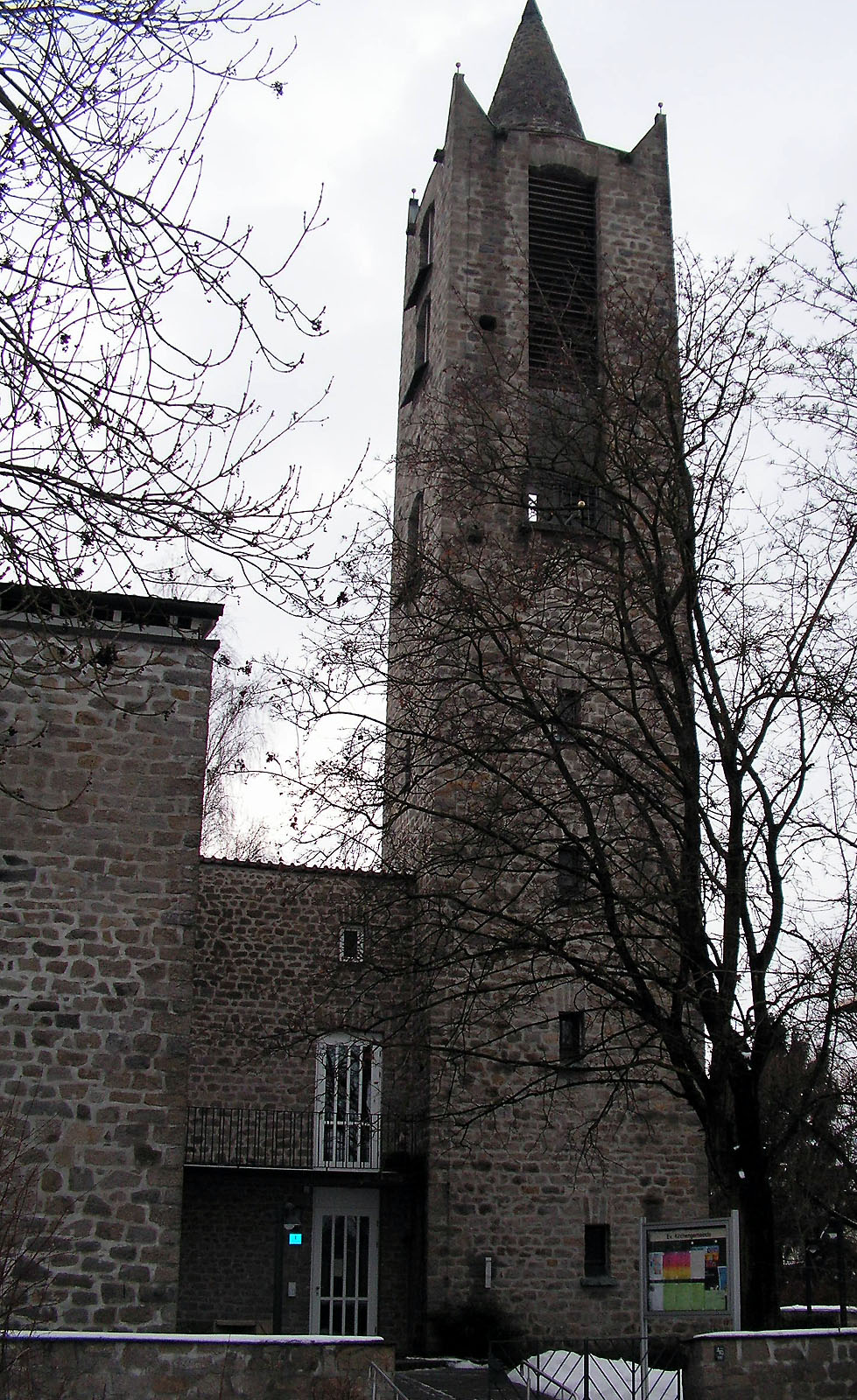
Erlöserkirche in Dingolfing, Turm von Norden, mit Wohnung zwischen Kirchenschiff und Turm
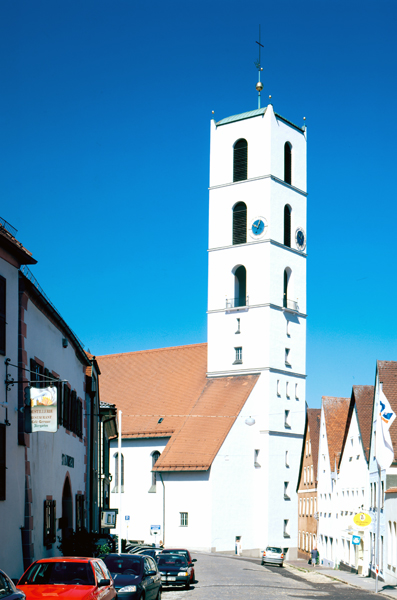
Christuskirche in Sulzbach-Rosenberg
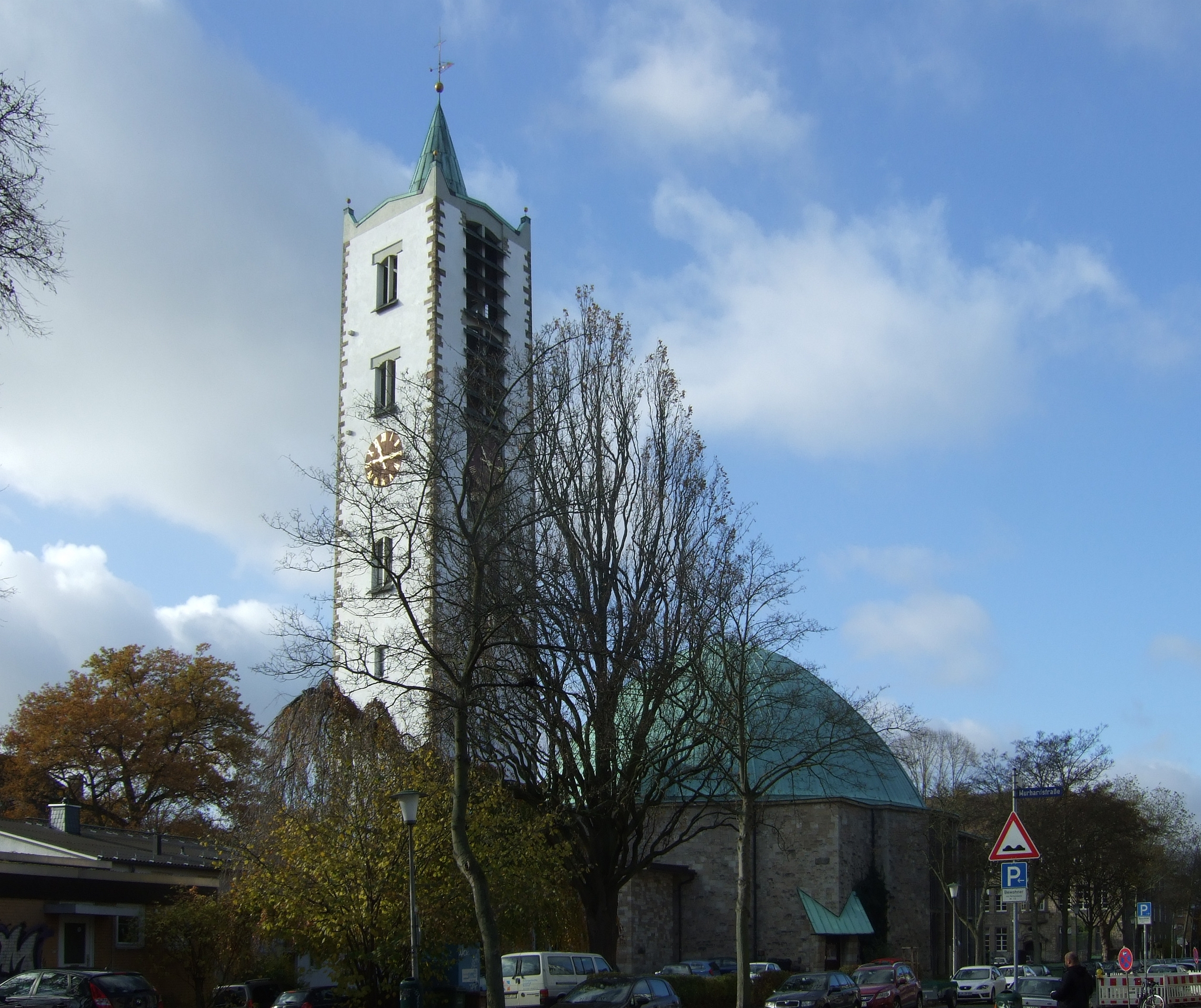
Kreuzkirche in Kassel
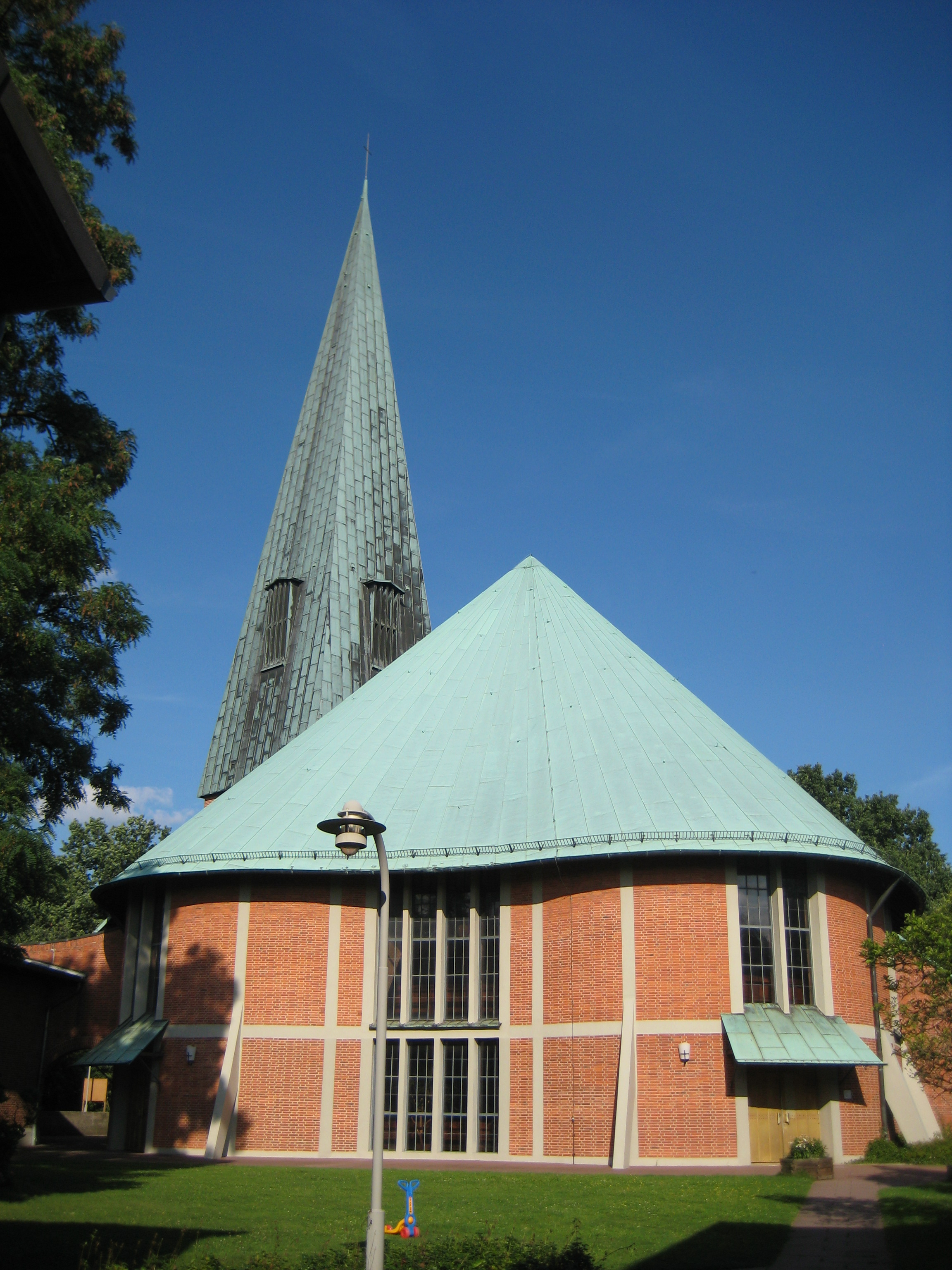
Kreuzkirche in Wolfsburg
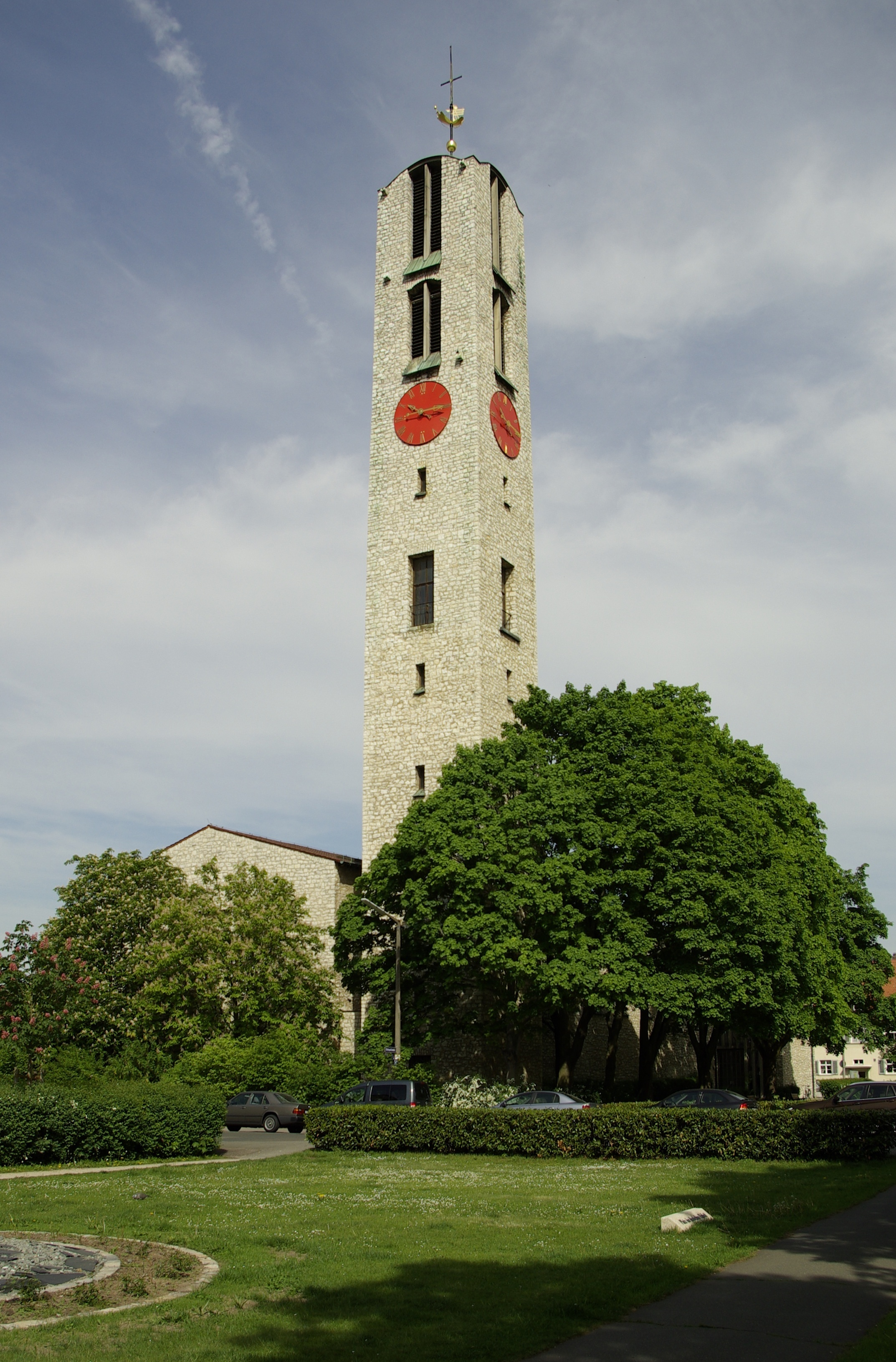
Matthäuskirche in Erlangen
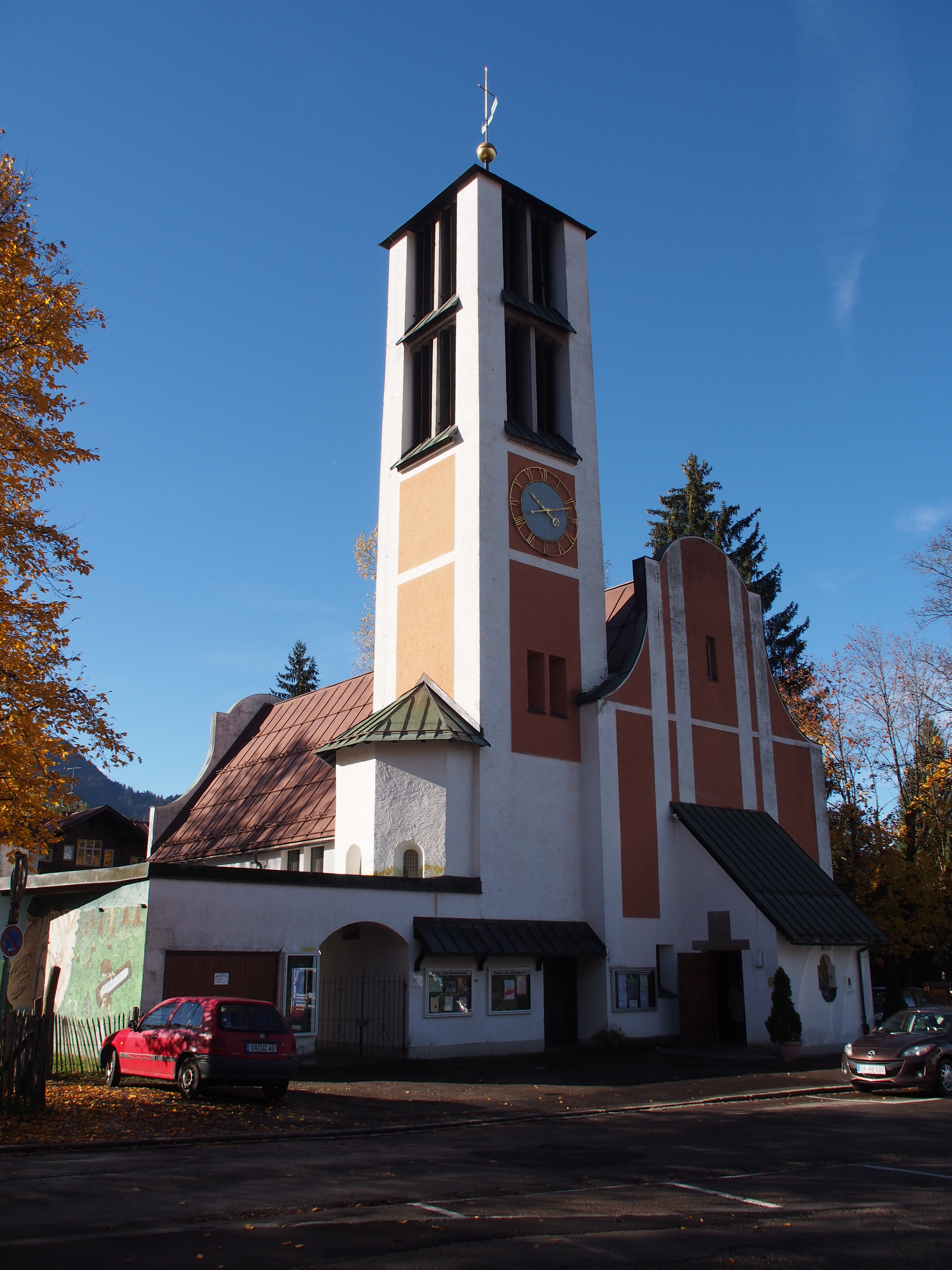
Evangelische Christus-Kirche Oberstdorf
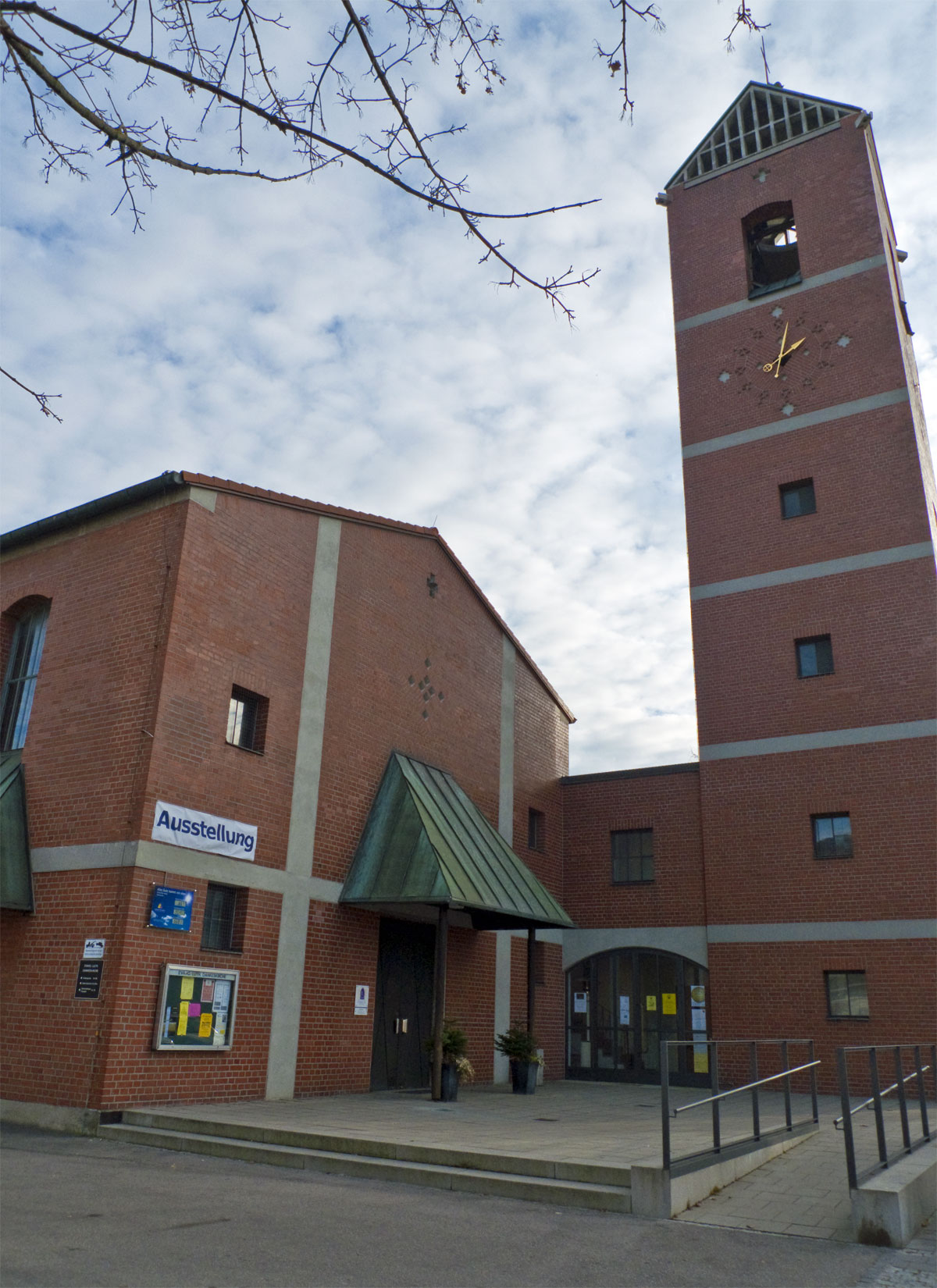
Dankeskirche in München
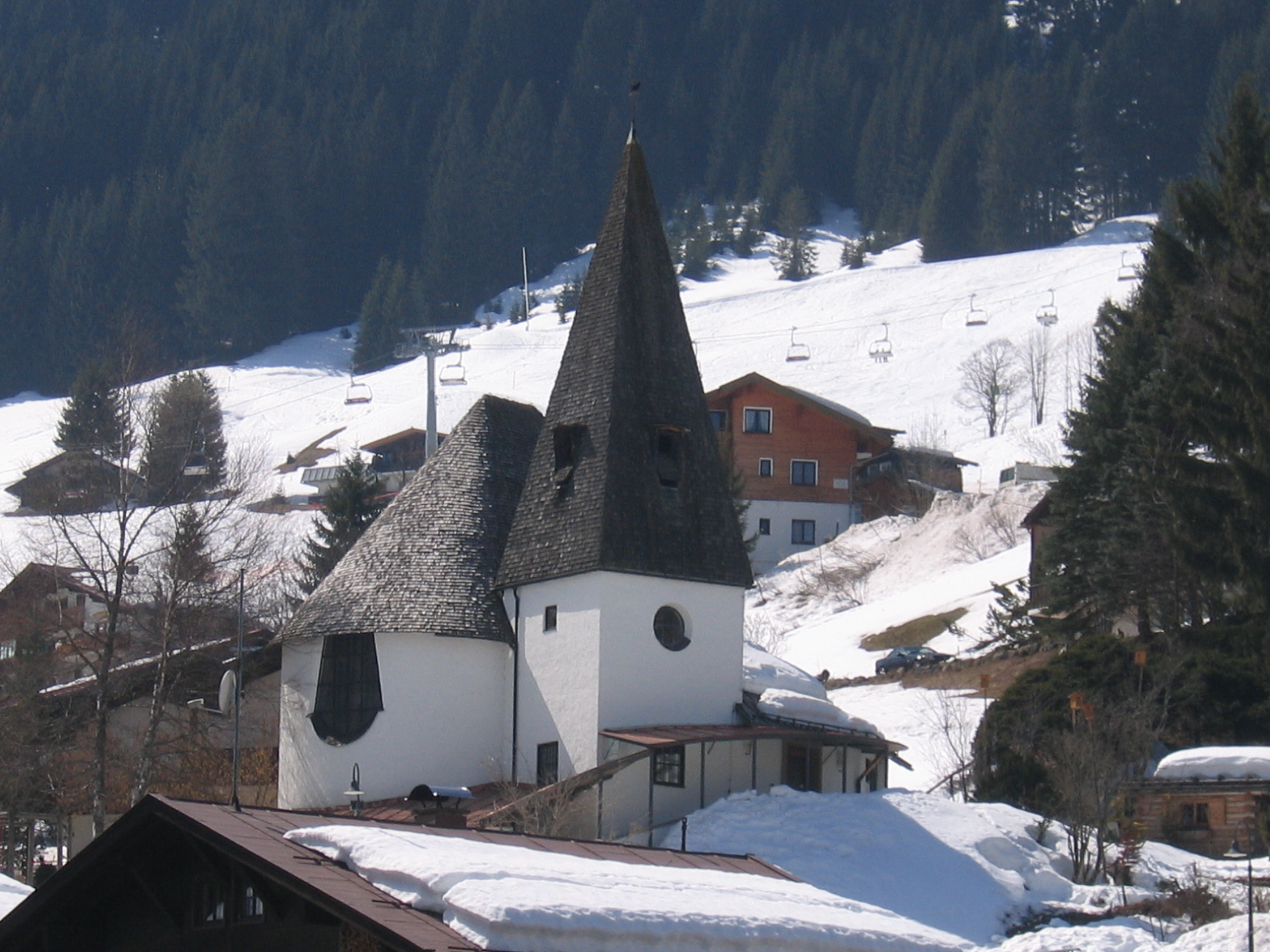
Kreuzkirche Hirschegg
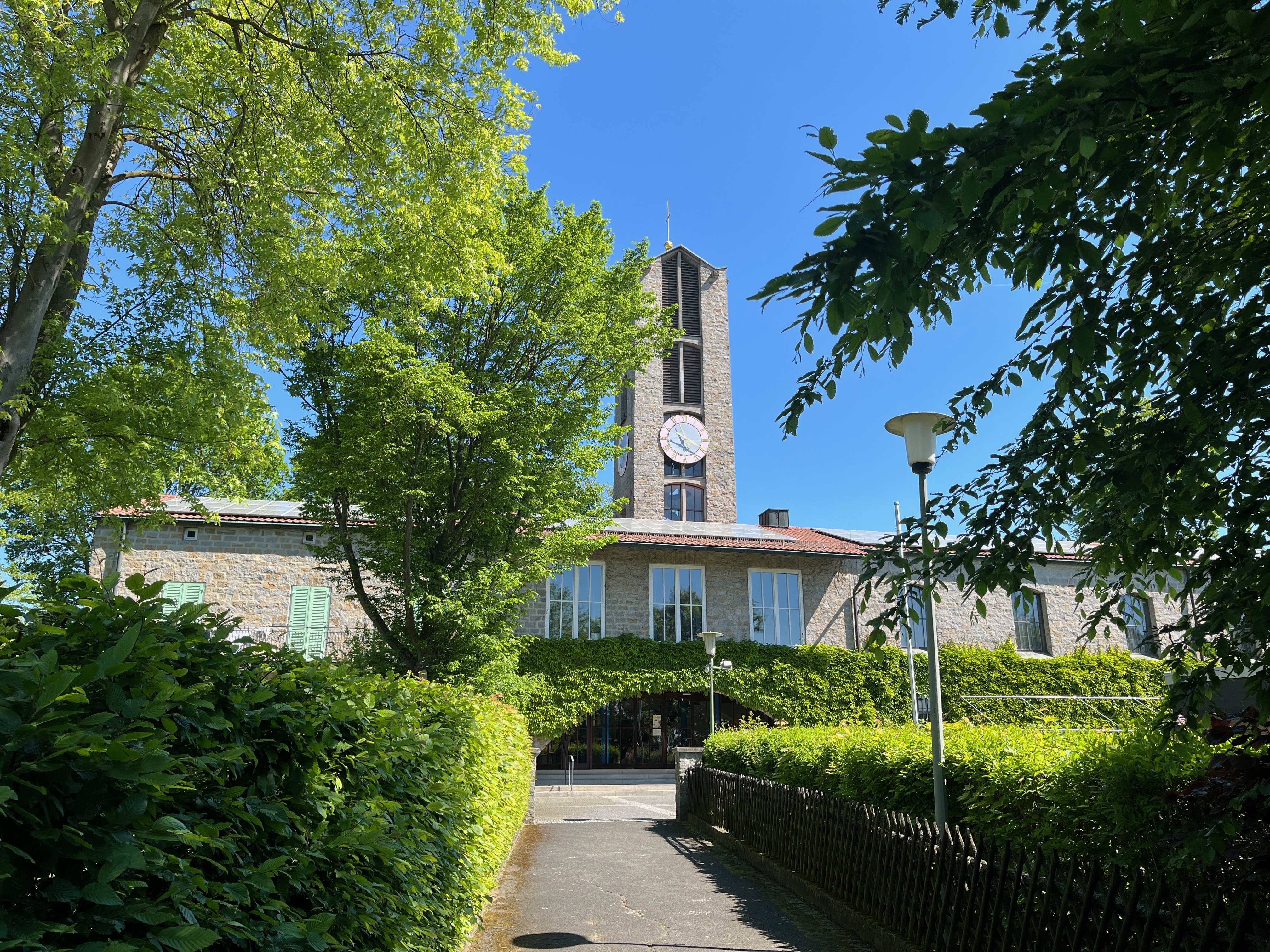
Erlöserkirche in Amberg